# Makora (genre)
Pour le personnage du manga, voir Makora.
Genre
Makora est un genre d'araignées aranéomorphes de la famille des Desidae.

## Distribution
Les espèces de ce genre sont endémiques de Nouvelle-Zélande.

## Liste des espèces
Selon World Spider Catalog (version 18.5, 18/11/2017) :
- Makora calypso (Marples, 1959)
- Makora detrita Forster & Wilton, 1973
- Makora diversa Forster & Wilton, 1973
- Makora figurata Forster & Wilton, 1973
- Makora mimica Forster & Wilton, 1973

## Publication originale
- Forster & Wilton, 1973 : The spiders of New Zealand. Part IV. Otago Museum Bulletin, vol. 4, p. 1-309.